# Никодим (Престон)
Епископ Никоди́м (англ. Bishop Nikodhim, в миру Натан Престон, англ. Nathan W. Preston; род. 1979, Айдахо, США) — епископ Православной церкви в Америке, епископ Бостонский и Албанской архиепископии.

## Биография
Родился в 1979 году на севере штата Айдахо. Специализировался на музыке и классических языках. Затем получил степень магистра сравнительного религиоведения в Чикагском университете. Продолжил обучение в Свято-Владимирской духовной семинарии, которую окончил 2007 году со степенью магистра богословия.
Служил помощником настоятеля и певчим в церкви Святого Николая в Ямайка-Эстейтс, штат Нью-Йорк (Албанская архиепископия ПЦА), одновременно работая социальным работником в Ньюарке, штат Нью-Джерси.
В 2009 году был рукоположен в сан диакона. 29 августа 2010 году архиепископом Никоном (Лайолиным) в храме Святого Николая в Ямайка-Эстейтс, штат Нью-Йорк, рукоположен в сан священника и назначен настоятелем церкви Святого Николая в Ямайка-Эстейтс.
Продолжал служить настоятелем и единственным клириком Албанской православной церкви Святого Николая с момента своего рукоположения, одновременно взяв на себя ряд других ролей и обязанностей, включая назначение администратором департамента пастырской жизни ПЦА и членом правления программы «Процветание в служении», которая является инициатива, выдвинутая Фондом Лилли, целью которой является создание и содействие деятельности небольших групп для епископов, священников и жен священников.
26 января 2014 года принимал в своём приходе Предстоятеля Албанской православной церкви архиепископа Тиранского, Дурресского и всей Албании Анастасия и митрополита Корчинского Иоанна (Пелюши).
23 сентября 2017 года в храме Иоанна Златоуста в Филадельфии, штата Пенсильвания, архиепископом Бостонским Никоном (Лайолиным) пострижен в рясофор с именем Никодим в честь святого мученика Никодима Виткукского и Бератского.
30 августа 2020 года в Албанской православной церкви Святого Николая, Ямайка Эстейтс, штат Нью-Йорк, митрополитом Тихоном (Моллардом) возведён в сан игумена в знак признания его 10-летнего служения приходу.
11 февраля 2021 года в дополнение к прочим обязанностям назначен канцлером Албанской архиепископии.
22-24 сентября 2022 года в Албанской православной церкви Святого Николая в Квинсе, штат Нью-Йорк, духовенством и мирянами Албанской архиепархии избран избран на должность правящего архиерея данной епархии.
13 ноября 2022 года освобождён от должности канцлера Албанской архиепископии и назначен администратором Албанской архиепископии. В тот же день митрополитом Тихоном (Моллардом) был возведён в сан архимандрита.
25 апреля 2023 года состоялось его каноническое избрание Священным синодом ПЦА.
16 сентября 2023 года в соборе Святого Георгия в Бостоне, штат Массачусетс, состоялась его епископская хиротония, которую совершили: митрополит всей Америки и Канады Тихон, архиепископ Сан-Францисский и Запада Вениамин (Питерсон), архиепископ Филадельфийский и Восточной Пенсильвании Марк (Мэймон), архиепископ Питтсбургский и Западной Пенсильвании Мелхиседек (Плеска), архиепископ Оттавский и Канадской архиепископии Ириней (Рошон), архиепископ Нью-Йоркский и Нью-Джерси Михаил (Дахулич), архиепископ Чикагский и Среднего Запада Даниил (Брум).